# Tea Tairović
Tea Tairović Vardaj (serbisch-kyrillisch Теа Таировић Вардај * 26. April 1996 in Novi Sad) ist eine serbische Sängerin des Turbo-Folk.

## Karriere
In den Jahren 2013 und 2015 nahm sie an der Zvezde Granda teil. Ihre erste Single Da Si Moj veröffentlichte sie im Jahr 2014.
Das erste Album Balkanija erschien im Jahr 2022.
Über die Jahre machte sie mit Songs wie Hajde, Na jednu noc, Balkanija, Balerina, Bibi Habibi oder Izrael I Palestina auf sich aufmerksam.
Nach dem Angriff der Hamas auf Israel und der militärischen Antwort benannte sie ihr Lied Izrael i Palestina um in Španija i Argentina.

## Diskografie

### Alben
- 2022: Balkanija
- 2023: Balerina
- 2024: Tea
- 2025: Aska

### Singles (Auswahl)
- 2014: Da Si Moj
- 2015: Karakterna osobina
- 2016: Meni Odgovara
- 2017: Igračica
- 2017: Nevolja
- 2017: Otkad Tebe Znam (mit Šaban Šaulić)
- 2017: Drama (mit Menil Velioski)
- 2017: Idu Dani (mit Rimski)
- 2017: I U Dobru I U Zlu
- 2018: Medikament (mit DJ Shone)
- 2019: Polako
- 2019: Bliznakinja
- 2019: Mala (mit Tozla)
- 2019: Samo Moj (mit Monika Ivkic)
- 2019: Dolce i Gabbana
- 2020: Svetica (mit Freshmaker)
- 2021: Igracica
- 2021: Na jednu noc (Original: Yanitsa – Vartelezhkata)
- 2021: Hajde (Original: Hajde luj qyqek)
- 2022: Balkanija (Original: Feruza Jumaniyozova – Yalla Habibi)
- 2022: Boy Boy (Original: Tsvetelina Yaneva – Boi, Boi)
- 2022: Neka Pati Ona (Original: Galena – Ti Ne Si Za Men)
- 2022: Dubai (Original: Ronela Hajati & Klement – Leje)
- 2022: Preživeću (Original: Simona – Pak)
- 2022: Dva I Dva
- 2022: Malo Mi Je
- 2022: Pijan
- 2022: Plakala bih i bez suza
- 2023: Brat Na Brata (mit Ivana Krunić)
- 2023: Abracadabra (mit Galena)
- 2023: 100% (Sample von Triantafillos – Se Perno Gia Na Sou Po)
- 2023: Balerina (mit Voyage)
- 2023: Bibi Habibi (Original: Capital T, Anxhela Peristeri & Mandi – Habibi)
- 2023: Izrael I Palestina (Original: Tzancă Uraganu – De cand s-a scumpit benzina)
- 2023: Crno Odelo (Original: Sarit Hadad & Offer Nissim – Shufuni)
- 2023: Daj Daj (Original: Stefanos Pitsiniagkas – Dynata – Ta Ta Ta)
- 2023: Da Si Najbolji
- 2023: Budalo
- 2023: Ljubavnica
- 2024: Pozovi
- 2024: Tea (Sample von Tzancă Uraganu – Burj Khalifa)
- 2024: TeaNucci (mit Nucci)
- 2024: Marrakesh – Dubai (mit Sanja Vučić)
- 2024: Katastrofa (mit Azis)
- 2025: Çok Güzel

Quelle: